# İvazzade Halil Pascià
İvazzade Halil Pascià (İstanbul, 1723 – Nallıhan, 1777) è stato un politico e militare ottomano di origine Albanese. Era il figlio del gran visir İvaz Mehmed Pascià. Prese parte alla Guerra russo-turca con il grado di serdar-i ekrem (comandante in capo). Dopo essere stato congedato dell'esercito, ha continuato la carriera amministrativa, divenendo beilerbei (governatore) del Sangiaccato di Eğriboz (attuale Grecia centro-orientale) e a seguire dell'Eyalet di Bosnia, dell'Eyalet di Salonicco e dell'Eyalet di Sivas.